# Wieża w Pastuchowie
Wieża w Pastuchowie –  zabytkowa wieża we wsi Pastuchów, w Polsce, w województwie dolnośląskim, w powiecie świdnickim, w gminie Jaworzyna Śląska, w północno-zachodniej części Równiny Świdnickiej, nad rzeką Strzegomka.

## Historia
W 1393 r. wieża została sprzedana przez ród Bolczów rodowi von Kalkreuth. Wieża w Pastuchowie została wzniesiona na przełomie XV i XVI wieku. Około 1565 roku otoczona została renesansowym budynkiem dworu. Wieżę przebudowano w połowie XVIII wieku, a około 1850 roku zmodernizowano. W latach 1935 i w 1965 roku budynek był restaurowany, obecnie służy jako pomieszczenia gospodarcze.

## Architektura
Wieża została wybudowana na planie prostokąta o wymiarach 10,4 × 8,9 m i nakryta jest dachem dwuspadowym. W ryzalicie mieści się okrągła klatka schodowa. Południowa i zachodnia  elewacja są dwuosiowe, prostokątne okna i portal posiadają kamienne dekoracyjne obramienia.

Obiekt jest częścią zespołu dworskiego, w skład którego wchodzą jeszcze: dwór z 1565 roku, ogród, folwark z budynkami gospodarczymi z XIX wieku, wozownią z XIX wieku oraz dwoma budynkami mieszkalnymi.